# Alain-Marcel Linse
Alain-Marcel Linse (Paris, 1956) é um escultor e gravador francês e pintor radicado no Brasil.
Estudou belas-artes na capital francesa e, em 1986, instalou seu ateliê no 11° arrondissement. Em 1992 transferiu-se para Bruxelas, na Bélgica. Em 1994 instalou-se no Brasil, onde vive e trabalha até hoje. 
Produz principalmente esculturas editadas em bronze, produzidas em sua própria fundição. Em 2003, participou do Salão de Gravura de Leopoldina, em Minas Gerais.
Suas obras estão presentes em diversas localidades brasileiras, como os painéis de bronze na igreja-matriz de Pará de Minas, o presépio de tamanho natural em Nova Lima e a igreja de Confins em colaboração com Gianfranco Cerri.